# Bronisław Firla
Bronisław Firla (ur. 15 czerwca 1924 w Suchej Górnej, zm. 16 grudnia 2019) – polski architekt i malarz, uczestnik II wojny światowej, działacz kombatancki i społeczny z Zaolzia.
Jako architekt zaprojektował m.in. części osiedla Zábřeh i socrealistyczny budynek mieszkalny Věžičky (wspólnie z Borysem Jełczaninowem) w Ostrawie. Był współautorem koncepcji urbanistycznej powojennego Hawierzowa.
Odznaczony złotym Krzyżem Zasługi, złotym Medalem Wojska Polskiego, krzyżem kawalerskim Orderu Odrodzenia Polski i medalem Zasłużony dla Kultury Polskiej. W 2015 z rozkazu ministra obrony narodowej Rzeczypospolitej Polskiej otrzymał stopień majora.

## Biografia
Urodził się w ewangelickiej rodzinie Polaków na Zaolziu jako syn Franciszka (telegrafisty kolejowego z Suchej Średniej) i Florentyny z domu Polok. W latach 1935–1939 uczęszczał do polskiego gimnazjum realnego w Orłowej. Jego ojciec został zmuszony do podpisania Volkslisty, w wyniku czego w 1943 Bronisław razem z bratem Henrykiem został wcielony do Wehrmachtu i wysłany w Pireneje. W przeciwieństwie do brata (zaginął w trakcie próby ucieczki), w 1944 udało mu się zbiec z niemieckiego wojska i po ucieczce przez Anglię i Holandię dołączyć do 2 Korpusu Polskiego we Włoszech jako Bronisław Filut (w przypadku dostania się do hitlerowskiej niewoli groziła mu kara śmierci za dezercję).
Po zakończeniu wojny wrócił na Śląsk Cieszyński i jesienią 1947 podjął studia architektoniczne na pierwszym powojennym roku Politechniki Wrocławskiej. Dyplom inżyniera architekta uzyskał w 1951 na politechnice w Brnie.

### Czechosłowacki socrealizm i modernizm
W 1952 został przyjęty do czechosłowackiego państwowego przedsiębiorstwa Stavoprojekt, gdzie do 1985 brał udział w licznych projektach w regionie dzisiejszego kraju morawsko-śląskiego. W latach 50. wspólnie z Borisem Jelčaninovem zaprojektował charakterystyczny budynek mieszkalny Věžičky w socrealistycznej dzielnicy Poruba. Inspiracją dla budowli miał być zburzony w 1913 renesansowy dom U Lhotků przy placu Wacława w Pradze. Jako współtwórca koncepcji urbanistycznej Hawierzowa inspirował się przedwojennym modernizmem, w tym założeniami Le Corbusiera (tzw. triada światło - przestrzeń - zieleń). Po Porubie zaprojektował elementy (kino Luna, pawilonowe szkoły) kolejnego ostrawskiego osiedla Zábřeh. Projektował i współtworzył także rzeźby, pomniki, płaskorzeźby i neony w Ostrawie i Jeseniku.
W 1967 zaprojektował późnomodernistyczny kościół ewangelicki w Cierlicku, inspirowany protestanckimi kościołami z Francji i Niemiec z lat 50. XX wieku, a przed 1970 nieczynny już zbór Śląskiego Kościoła Ewangelickiego Augsburskiego Wyznania w Karwinie-Dołach. W 1990 został radnym miasta Hawierzowa z ramienia Forum Obywatelskiego.

### Działalność społeczna
Od 1953 był członkiem Polskiego Związku Kulturalno-Oświatowego, a w latach 1960-1991 przewodniczącym Pionu Plastycznego w ramach tej organizacji. Po 1968 założył Klub Polskich Kombatantów przy PZKO. Współpracował z polonijnymi pismami w Czechach i na Zaolziu (Zwrot), do 2012 wydał dwa tomy wspomnień Śladami uciekającej pamięci.

## Odznaczenia
- złoty Krzyż Zasługi[1]
- złoty Medal Wojska Polskiego[1]
- krzyż kawalerski Orderu Odrodzenia Polski (2009)[5]
- odznaka Zasłużony dla Kultury Polskiej[1]

## Projekty

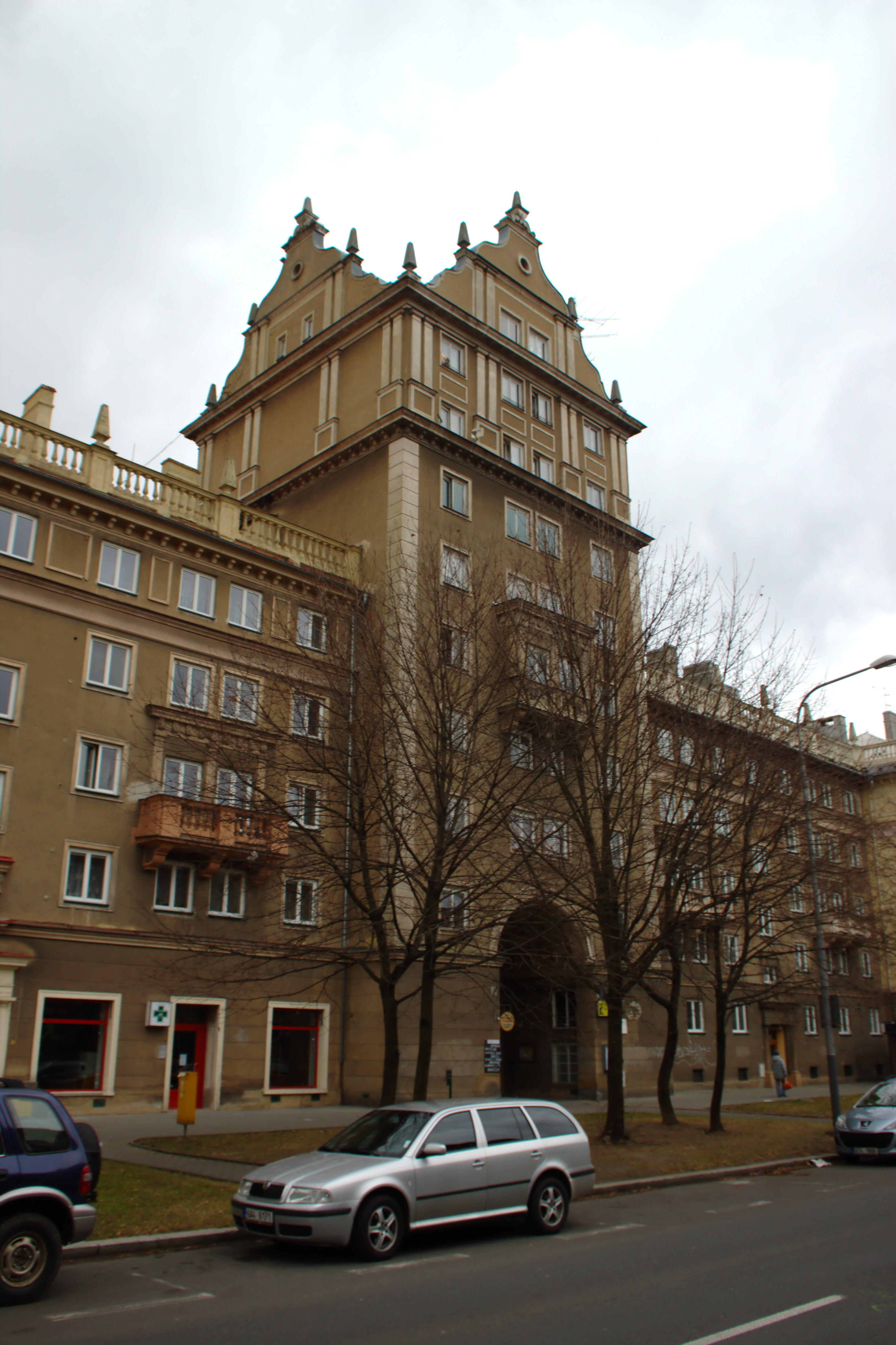
"Dom z wieżyczkami" w Porubie
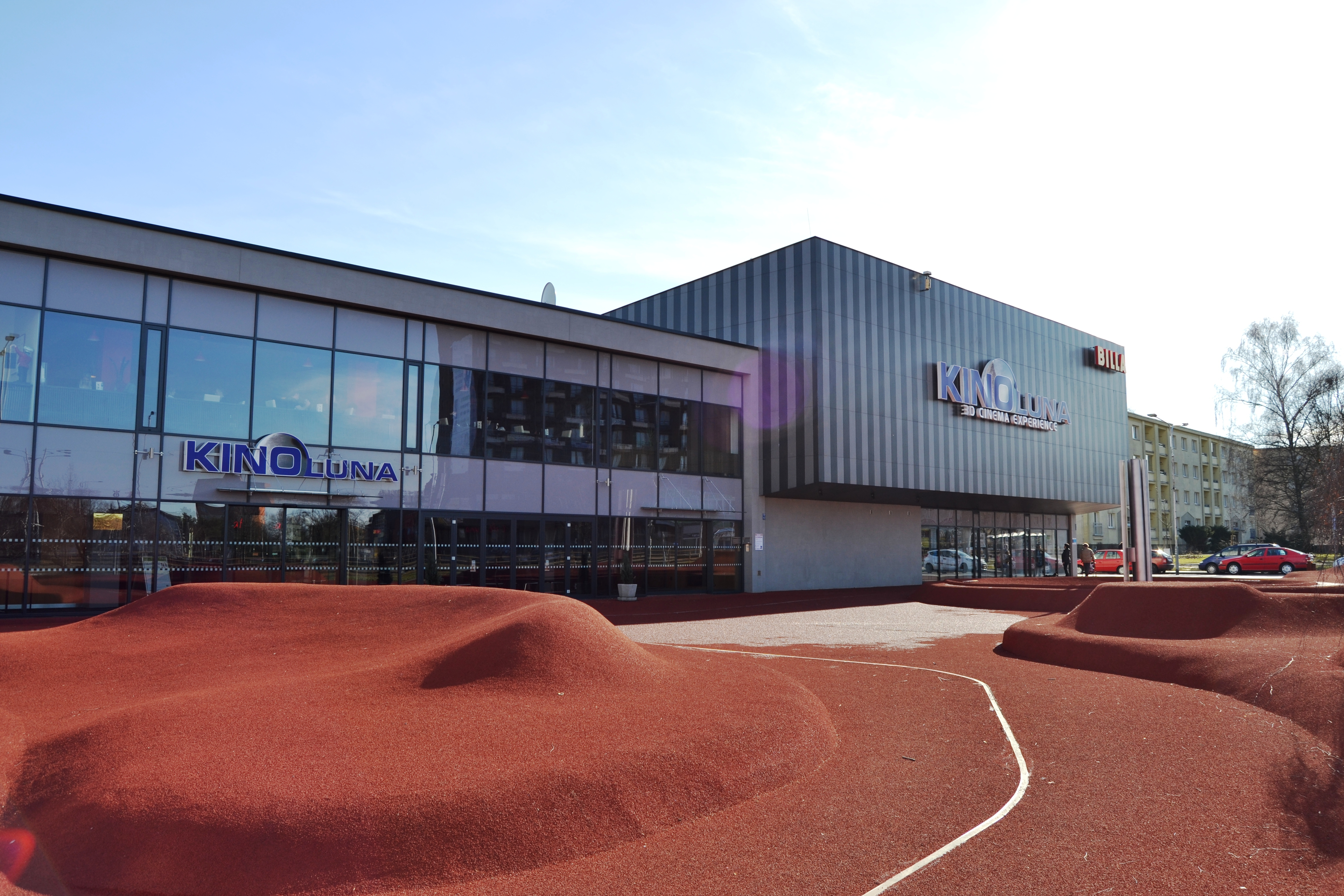
Kino Luna w Ostrawie
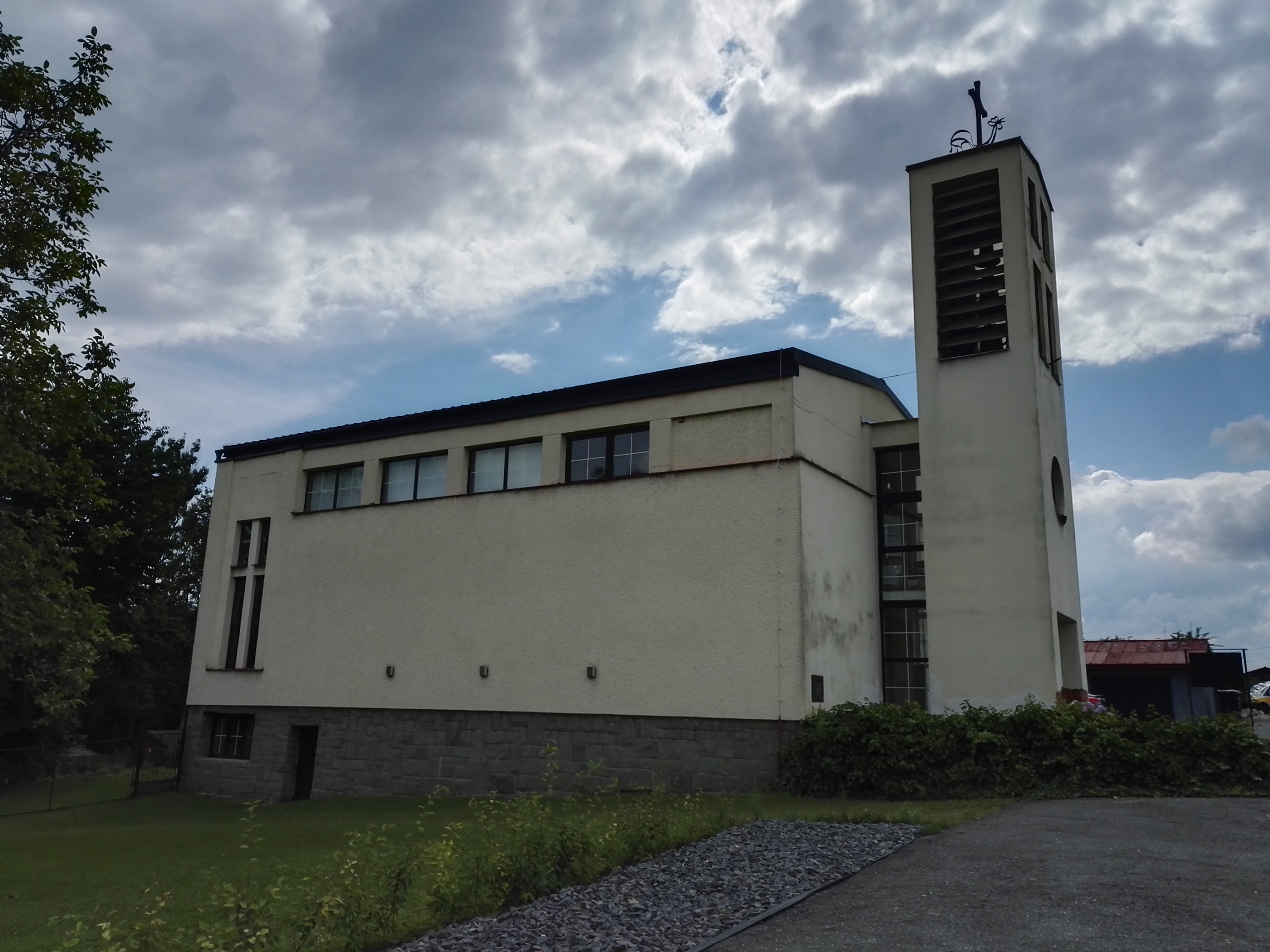
Ewangelicki kościół w Cierlicku
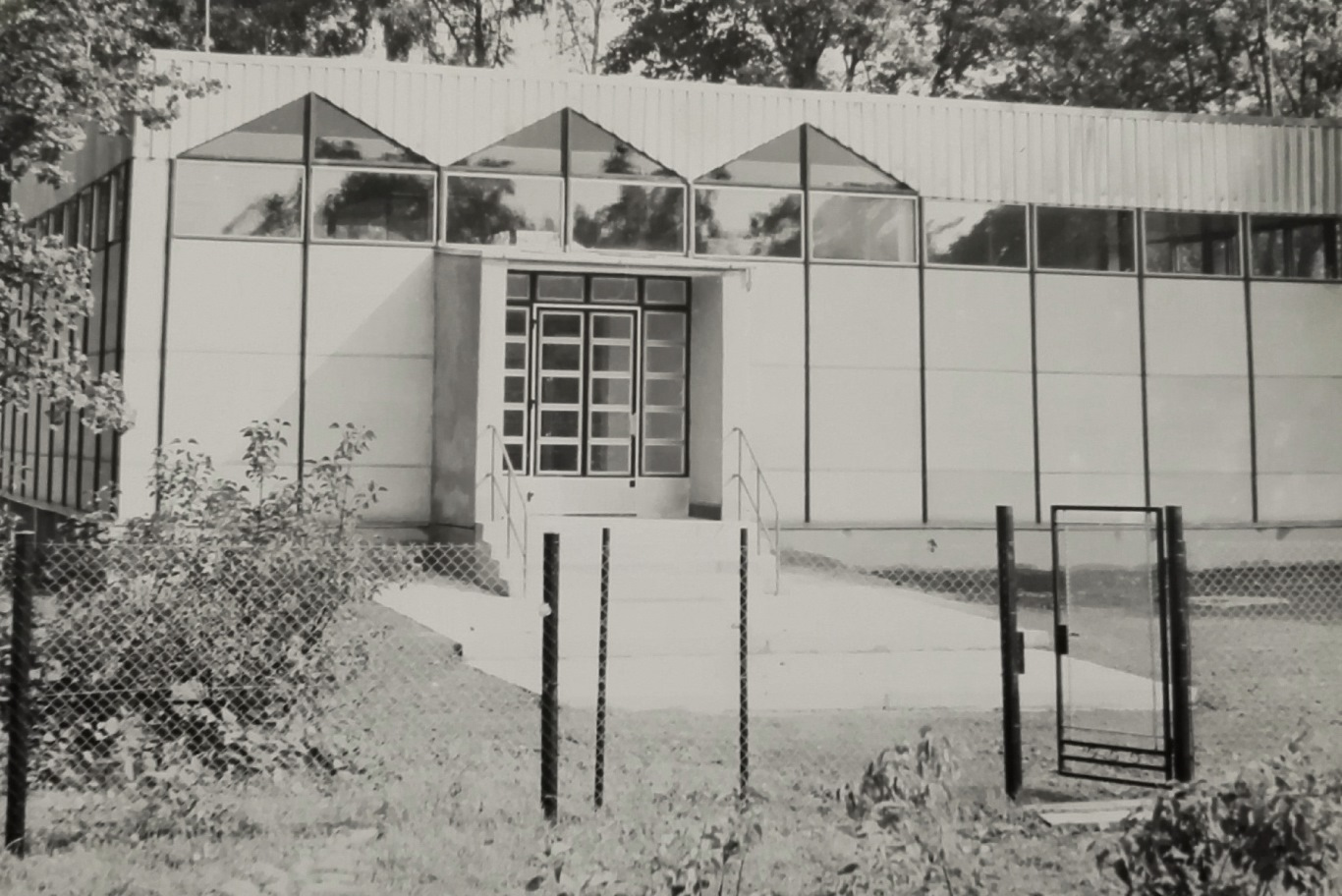
Ewangelicki zbór w Karwinie-Dołach (nieczynny)